# Gosibius ameles
Gosibius ameles är en mångfotingart som beskrevs av Chamberlin 1940. Gosibius ameles ingår i släktet Gosibius och familjen stenkrypare. Inga underarter finns listade i Catalogue of Life.